# Wegenerisen
Koordinaten: 73° 0′ S, 9° 0′ O
Das Wegenerisen (norwegisch für Wegenereis) ist eine Region im ostantarktischen Königin-Maud-Land. Es liegt im südlichen Teil des Fimbulheimen und gehört zum Wegenerinlandeis.
Die Benennung der Region geht auf norwegische Kartografen zurück. Namensgeber ist der deutsche Geowissenschaftler und Polarforscher Alfred Wegener (1880–1930).